# Pouzolzia poeppigiana
Pouzolzia poeppigiana är en nässelväxtart som först beskrevs av Hugh Algernon Weddell, och fick sitt nu gällande namn av Ellsworth Paine Killip. Pouzolzia poeppigiana ingår i släktet Pouzolzia och familjen nässelväxter. Inga underarter finns listade i Catalogue of Life.